# Люра, Маркус
Маркус Людвиг Люра (фин. Markus Ludvig Lyra, род. 3 августа 1945, Хельсинки, Финляндия) — финский шведоязычный дипломат; Чрезвычайный и Полномочный Посол Финляндии в Швеции (2010—2011) и посол в России (1996—2000).

## Биография
В 1970 году защитил магистерскую диссертацию в области общественных наук в Хельсинкском университете.
С 1973 года работает в сфере Министерства иностранных дел Финляндии.
С 1996 по 2000 годы был в должности Чрезвычайного и Полномочного посла Финляндии в России.
С 2000 по 2004 годы был начальником отдела в МИД Финляндии, а с 2005 по 2010 годы секретарём министерства.
С 2010 по 2011 годы — в должности Чрезвычайного и Полномочного Посла Финляндии в Швеции.
Кроме шведского (родной), владеет финским, английским, немецким, русским и частично французским языками.

## Награды
- Командор 1 класса ордена Льва Финляндии (6 декабря 2006 года)[2].
- Командор ордена Льва Финляндии (6 декабря 1997 года)[2].
- Орден Дружбы (3 ноября 2000 года, Россия) — за большой личный вклад в укрепление и развитие российско-финляндских дружественных связей и сотрудничества[3].